# Хејдар Алијев
Хејдар Алирза оглу Алијев (азер. Heydər Əlirza oğlu Əliyev; 1923 — 2003) је био трећи председник Азербејџана, од 24. јуна 1993. до 31. октобра 2003. године. Као национални председник имао је уставна овлашћења, али његов утицај на азербејџанску политику започео је годинама раније. Као младић придружио се Азербејџанском народном комесаријату за државну безбедност (НКГБ) и брзо се успео на чин генерал-мајора.
Режим који је успоставио Хејдар Алијев у Азербејџану описиван је као диктаторски, ауторитаран, и репресиван. Политички коментатори истичу да је Алијев водио опресивну полицијску државу, да је намештао изборе и загушивао штампу, док други истичу да је његова уравнотежена политика Азербејџану донела стабилност.

## Биографија
Рођен је у граду Нахчивану. Након што је завршио Нахчиванску педагошку школу, од 1939. до 1941. је студирао архитектуру на Азербејџанском индустријском институту (данас Азербејџанска државна нафтна академија).
Придружио се НКГБ-у (претеча КГБ-а) 1944. године. Брзо се успео до чина генерал-мајора и већ 1964. постао заменик шефа, а 1967. шеф Азербејџанског КГБ-а.
Леонид Брежњев је 1969. Алијеву доделио функцију Првог секретара Централног комитета Комунистичке партије Азербејџана. Током свог мандата успешно се борио против корупције. Јуриј Андропов га је 1982. именовао за првог заменика председника Већа министара Совјетског Савеза. Алијев је на овој функцији био Азер који се највише успео у политичкој хијерархији Совјетског Савеза.
Године 1987. био је присиљен да поднесе оставку и оде у пензију због оптужби за корумпираност које је изнео Михаил Горбачов.
До 1990. је живео у Москви, а у току распада Совјетског Савеза вратио се у Азербејџан. До 1993. је био гувернер Нахчивана, а након што је дотадашњи председник Абулфаз Елчибеј сишао с власти након референдума, Алијев је изабран за новог председника у октобру 1993. године.
Марта 1995. против Алијева је покушан државни удар, који је завршио убиством вође пуча, пуковника Ровшана Џавадова.
Здравље је почело да му се погоршава 1999, а лечио се у САД. С функције председника сишао је у октобру 2003, умро је у Кливленду (САД) 12. децембра исте године.

### Младост
Хејдар Алијев је рођен је у Нахичевану у кући која се налазила у Пушкиновој улици, познатој као Пушкински поток. Рођен је у породици жељезничког радника као четврто од осморо деце. Породица Алијев је у Нахичеван дошла из азерског села Џомартли у некадашњем Зангезурском ујезду (данашње село Танат код Гориса у јерменији). Мајка његовог оца била је из села Уруд (данас село Воротан у Јерменији). Међу његовим претцима има и оних који су носили почасни наслов kerbalai који се давао оним шијитским муслиманима који су ходочастили у Карбалу у Ираку. У једном интервјуу Алијев је рекао: "Ја по својим коренима припадам муслиманској религији. По националности сам Азер и поносан сам с тим". У његовој је породици било још четверо браће: Хасəн (1907 - 1993), Хусеин (1911 - 1991), Акил (1926 - 2006) и Калал (р. 1928) те три сестре: Сура, Шафика и Рəфика (р. 1932).
Након завршеног образовања на Педагошкој високој школи 1939. Алијев је отишао да студира архитектуру на Азербејџанском индустријском институту. Међутим, почетак Другог светског рата је прекинуо његово образовање.

### Комунистичко раздобље

#### Делатност у служби сигурности
Од лета 1941. године Алијев је радио као начелник одјела у Народном комесаријату унутрашњих послова Нахичеванске АССР и у Већу народних посланика Нахичеванске АССР. У лето 1944. године премештен је у службу државне сигурности. Био је припадник СМЕРША, војне противобавјештајне службе, на Украјинском бојишту. У Комунистичку партију СССР-а учланио се 1945. године, а исте године завршио је курс оспособљења у Школи обуке руководства оперативног састава МУП-а СССР-а. Након тога се вратио у Нахичеван где је радио у служби сигурности с чином поручника.
На 30. годишњицу совјетске војске и морнарице, 1948. године, Алијев је одликован јубиларном медаљом, а у то време промовисан је у чин натпоручника. Од те је године водио 5. одељење МУП-а у Азербејџанској ССР. Између 1949. и 1950. године похађао је Школу обуке руководства оперативног састава МУП-а СССР-а ради преквалификовања у Лењинграду коју је завршио с одличним успехом. Након тога вратио се у Баку и убрзо је унапређен у чин капетана. Од 1953. године радио је у Источном одељењу КГБ-а, те је путовао у Пакистан, Иран, Авганистан и Турску.
За заменика шефа КГБ-а у Бакуу именован је 1956. године. Под његовим руководством и непосредним суделовањем спроведене су операције деловања "Двобој", "Алагез", "Природословац" и друге. Упоредно је похађао вечерње одељење Факултета историје Азербејџанског државног универзитета, на којему је дипломирао 1957. године. Због узорне службе КГБ га је одликовао више пута. Од 1960. године био је на челу противбавештајног одела Већа министара Азербејџанска ССР. Замеником председавајућег КГБ-а Азербејџанска ССР именован је 1964. године. На челу азербејџанског КГБ-а био је генерал Семјон Цвигун, помоћник и зет главног секретара КП СССР-а Леонида Брежњева, који је Алијева препоручио на положај првог замјеника. Две године касније завршио је обуку руководитељског састава с одличним успехом на Вишој школи КГБ-а названу по Феликсу Дзержинском.
Цвигун је, након што га је Брежњев именовао замеником шефа КГБ-а, помогао Алијеву да га замени на челу Азербејџанског КГБ-а. Тако је Алијев одлуком Президијума Врховног совјета Азербејџанска ССР именован на дужност шефа азербејџанског КГБ-а 21. јуна 1967. године. Он је био је први Азер на тој дужности након Мира Джафара Багирова. На тој дужности остао је до 14. 7. 1969. године. Као шеф азербејџанског КГБ-а, дао је велик допринос национализацији и обуци обавјештајних стручњака. Унапређен је у чин генерала мајора. Због заслуга у служби, шеф КГБ-а у СССР-у Јуриј Андропов послао му је писмо захвале и вредан поклон.

## Галерија
- Споменик Хејдару Алијеву у парку Ташмајдан, Београд